# Kardinge

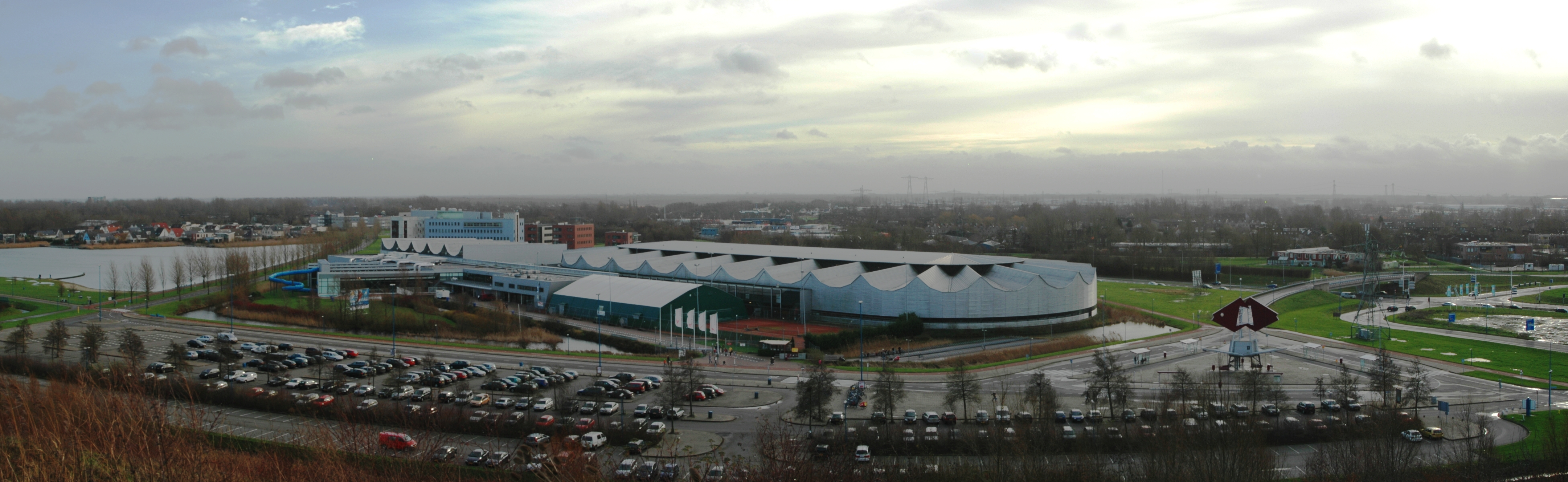
Sportcentrum Kardinge, transferium en het Zilvermeer (2006)

Kardinge is de naam van zowel een door Natuurmonumenten beheerd natuur- en recreatiegebied, met een transferium (P+R Kardinge), als een sportcentrum (Sportcentrum Kardinge) in het noordoosten van de Nederlandse stad Groningen. Kardinge is gelegen tussen en ten oosten van de wijken Beijum en Lewenborg. Kardinge is genoemd naar het Kardingermaar, een water dat ongeveer drie kilometer naar het noordoosten is gelegen.

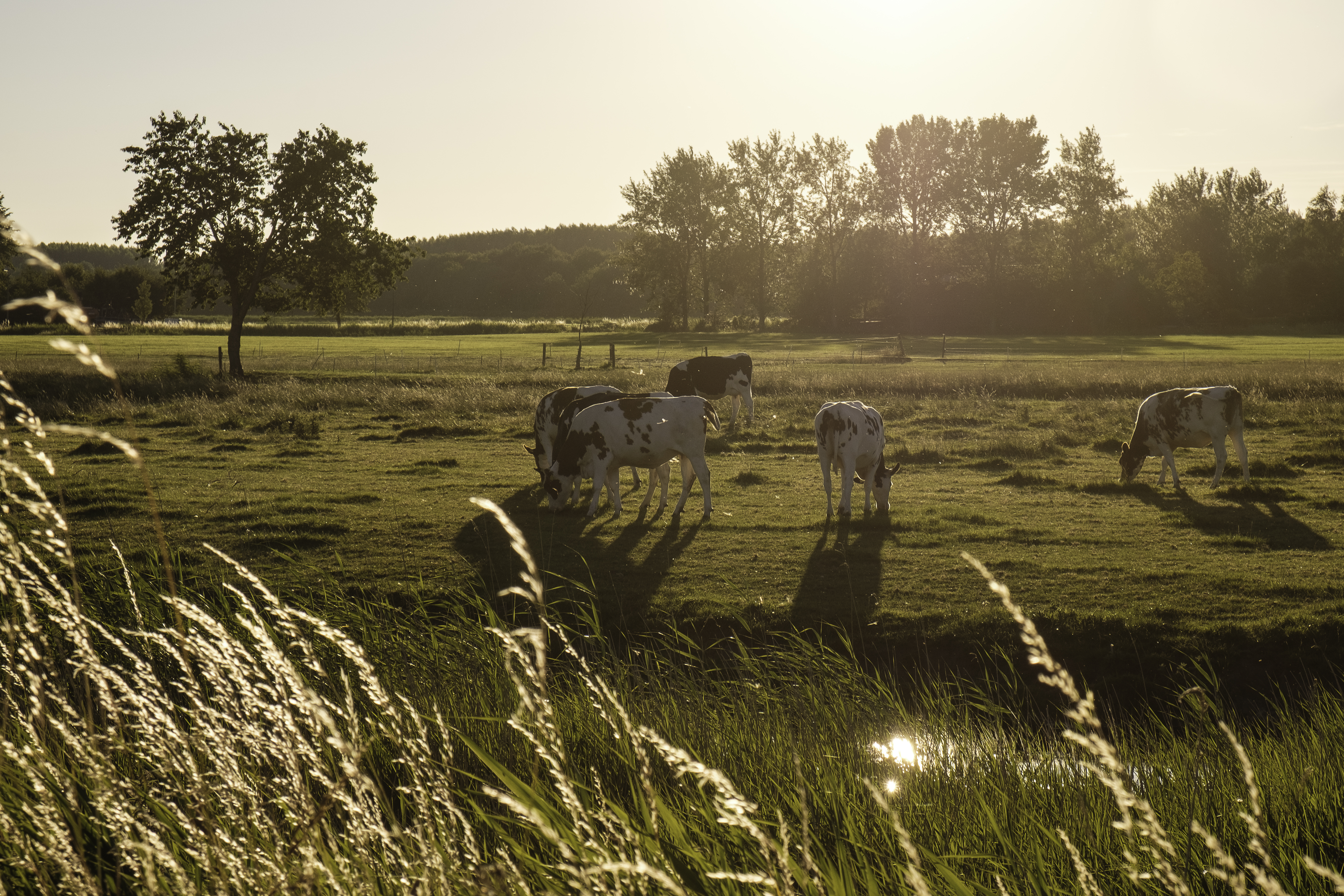
Koeien in een weiland ten oosten van Noorddijk, in het oostelijkste deel van het recreatiegebied.

## Natuur- en recreatiegebied Kardinge
Het natuur- en recreatiegebied Kardinge kent een afwisseling van bos, weiden, plassen en moerassen, met gelegenheid voor natuurbeleving en voor wandelen, skeeleren, hardlopen en zwemmen. Het gebied fungeert als wijkpark voor de omliggende stadswijken. Er zijn bloemenrijke akkerranden aangelegd, waar bezoekers een veldboeket kunnen plukken en er zijn twee plukbosjes, waar in de oogsttijd vruchten kunnen worden geplukt. Er zijn speelweiden voor zonnen, picknicken en vliegeren en er is een hardloopparcours. Bij sneeuw in de winter kan men er langlaufen of met de slee de Kardingerberg (32 m) afrijden. 

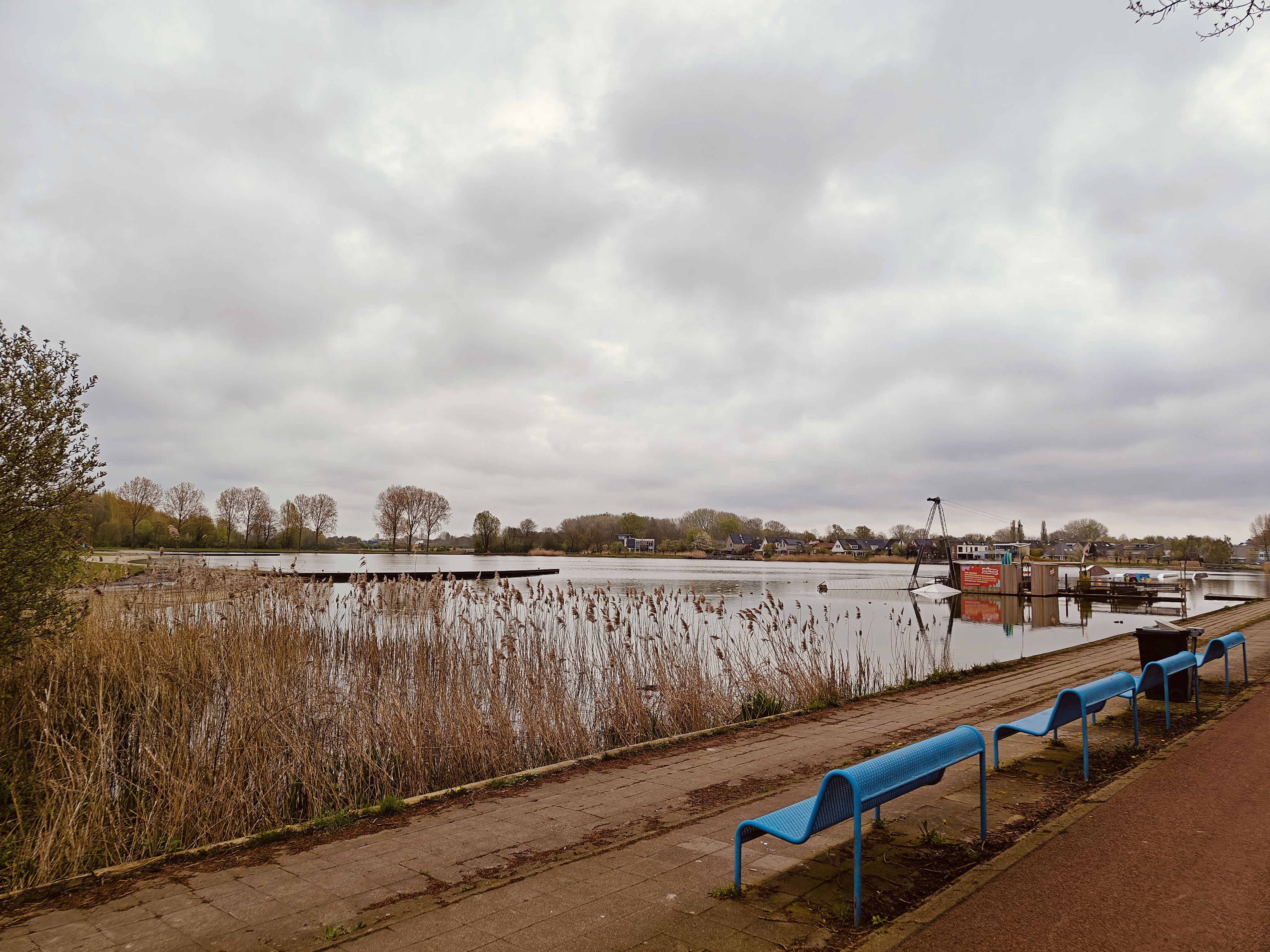
Zllvermeer of Kardingerplas, met rechts Wakepark Groninge

In het Zilvermeer, ook Kardingerplas genaamd, kan worden gezwommen. Als eerbetoon aan de Canadezen, die Groningen bevrijdden in 1945, is een bospartij aangelegd, het Bevrijdingsbos, met in een nabijgelegen vijver een eilandje in de vorm het blad van de Noorse esdoorn (Acer platanoides), de Maple leaf, het blad dat de Canadese vlag siert.

## Sportcentrum Kardinge

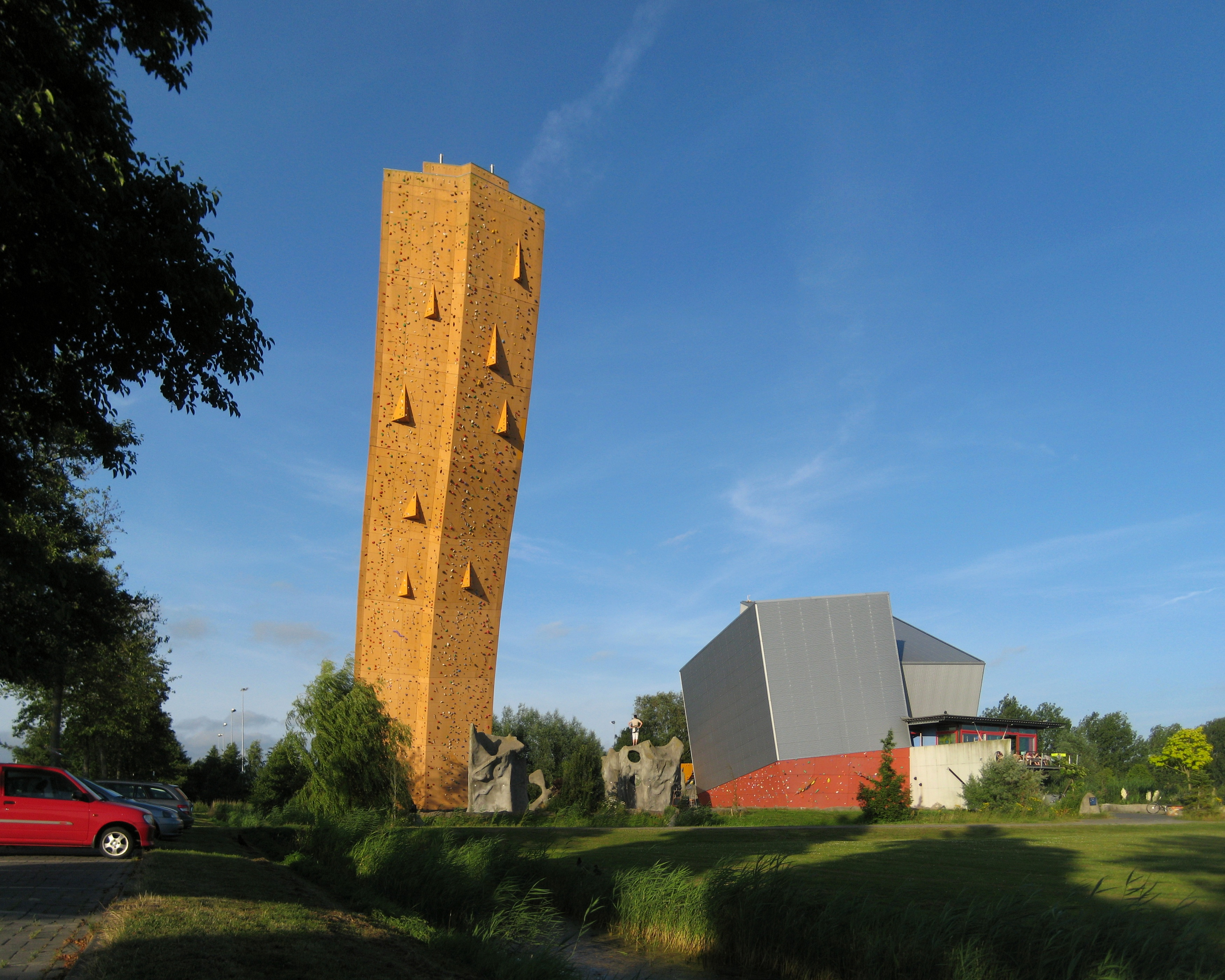
De klimtoren en klimhal van Klimcentrum Bjoeks (2013)

In het Sportcentrum Kardinge vindt men onder andere de ijsbaan van Groningen en drie zwembaden. Ook ligt er een sportterrein, waarvan verschillende Groninger sportclubs gebruik maken, waaronder GVAV-Rapiditas. Verder bevinden zich er een indoor-skicentrum en een kinderspeelhal (Ballorig). Ook zijn er een klimcentrum (Bjoeks) met een klimtoren(Excalibur), een pitch and putt baan voor golfsport, een topsporthal, een mountainbikeparcours en een indoor-kartbaan met bowlingcentrum (Kartracing & Bowling Groningen) gevestigd.

## Transferium P+R Kardinge
Het transferium P+R Kardinge is een van de P+R-terreinen van de stad Groningen. Op het P+R-terrein is een deel ingericht om met camper kosteloos te overnachten. Het ligt aan de Ring Oost van Groningen en is bedoeld voor automobilisten vanuit de richtingen Winsum en Bedum. Dezen kunnen dan verder met Q-link en stadsbussen naar het UMCG en het stadscentrum.

### Verbinding met het centrum
Tussen 1982 en 1986 werd het Oosterhamriktracé aangelegd, een vrije busbaan van P+R Kardinge naar het centrum/station. Er rijden diverse buslijnen over maar het meest frequent de stadsbussen 3 en 4. 's Nachts rijden er geen bussen naar Kardinge.

### Verbinding met omliggende dorpen
Er rijden diverse stads- en streeklijnen vanaf Kardinge:
- 3: Ruischerbrug - Lewenborg - P+R Kardinge - Groningen HS - P+R Hoogkerk - P+R Leek A7 - Leek/Tolbert
- 4: Beijum - P+R Kardinge - Groningen HS - P+R Hoogkerk - Roden
- 61: Groningen HS - P+R Kardinge - Bedum - Middelstum - Uithuizen
- 65: Groningen HS - P+R Kardinge - Winsum - Zoutkamp
- 107: Groningen Zernike - P+R Kardinge - Hoogezand - Kielwindeweer - Annerveenschekanaal - Bareveld - Stadskanaal
- 163: Groningen HS - P+R Kardinge - Winsum - Lauwersoog